# Kobe Bryant
Kobe Bean Bryant (23 tháng 8 năm 1978 – 26 tháng 1 năm 2020) là một cầu thủ bóng rổ chuyên nghiệp người Mỹ. Là một hậu vệ ghi điểm, Bryant dành toàn bộ sự nghiệp trọn vẹn 20 mùa giải tại Giải bóng rổ Nhà nghề Mỹ (NBA) thi đấu cho đội bóng Los Angeles Lakers. Anh gia nhập thẳng vào NBA sau khi học xong trung học và giành được năm chức vô địch NBA. Bryant có 18 lần có mặt trong đội hình All-Star, 15 lần có mặt trong Đội hình toàn NBA, 12 lần có mặt trong Đội hình phòng ngự toàn NBA, và được mệnh danh là Cầu thủ có Giá trị nhất NBA (MVP) vào năm 2008. Được công nhận rộng rãi là một trong những cầu thủ bóng rổ vĩ đại nhất mọi thời đại, anh dẫn dầu danh sách cầu thủ ghi điểm nhiều nhất tại NBA trong hai mùa giải liên tiếp, xếp thứ tư trong danh sách cầu thủ ghi nhiều điểm nhất mọi thời đại trong mùa giải thường của giải đấu, và xếp thứ tư trong danh sách cầu thủ ghi nhiều điểm nhất mọi thời đại trong giai đoạn hậu mùa giải. Bryant là hậu vệ đầu tiên trong lịch sử NBA chơi trong ít nhất 20 mùa giải. Theo Forbes, giá trị tài sản ròng của Bryant ước tính khoảng 350 triệu đô la trong năm 2016.
Bryant là con trai của cựu cầu thủ NBA Joe Bryant. Anh học trường Trung học Hạ Merion ở Pennsylvania, nơi anh được công nhận là cầu thủ bóng rổ trung học hàng đầu toàn quốc. Sau khi tốt nghiệp, anh tuyên bố tham gia kì NBA draft năm 1996 và được lựa chọn bởi Charlotte Hornets ở lượt lựa chọn chung cuộc thứ 13; Hornets sau đó trao đổi anh với Lakers. Khi còn là một tân binh, Bryant nổi tiếng là một người thích bật nhảy cao và được người hâm mộ yêu thích khi chiến thắng cuộc thi Slam Dunk Contest năm 1997, và anh được vinh danh là một All-Star trong mùa giải thứ hai. Bất chấp sự thù địch giữa hai người, Bryant và Shaquille O'Neal đã dẫn dắt Lakers tới ba chức vô địch NBA liên tiếp từ năm 2000 tới 2002.
Năm 2003, Bryant bị một nhân viên khách sạn 19 tuổi buộc tội tấn công tình dục. Các cáo buộc đã được rút lại sau khi nguyên đơn từ chối làm chứng trước tòa và một vụ kiện dân sự đã được giải quyết ngoài tòa án. Bryant đã đưa ra một lời xin lỗi công khai, và các cáo buộc được coi là đã làm tổn hại đến hình ảnh của anh trước công chúng. Sau khi Lakers thua trong trận chung kết NBA 2004, O'Neal được trao đổi qua Miami Heat và Bryant trở thành hòn đá tảng trong đội hình của Lakers. Anh dẫn đầu danh sách cầu thủ ghi nhiều điểm nhất NBA trong mùa giải 2005 –2006 và 2006 – 2007. Năm 2006, anh đã ghi được 81 điểm – số điểm cao nhất trong sự nghiệp - trước Toronto Raptors, số điểm cao thứ hai ghi được trong một trận đấu trong lịch sử giải đầu, xếp sau trận đấu 100 điểm của Wilt Chamberlain vào năm 1962. Bryant được mệnh danh là MVP mùa giải thường vào năm 2008. Sau khi Lakers thua trong trận chung kết NBA 2008, Bryant đã dẫn dắt đội đến hai chức vô địch liên tiếp vào năm 2009 và 2010, cũng như giành được Giải thưởng MVP Chung kết NBA trong cả hai trận đấu. Anh tiếp tục là một trong những cầu thủ hàng đầu của giải đấu cho đến năm 2013, khi anh bị đứt gân Achilles ở tuổi 34. Anh đã hồi phục, nhưng bị chấn thương cuối mùa ở đầu gối và vai trong hai mùa tiếp theo. Ảnh hưởng bởi sự suy giảm thể lực của mình, Bryant quyết định nghỉ hưu sau mùa giải 2015 –2016.
Ở tuổi 34, Bryant trở thành cầu thủ trẻ nhất trong lịch sử giải đấu đạt cột mốc 30.000 điểm trong sự nghiệp. Anh trở thành cầu thủ ghi điểm hàng đầu mọi thời đại trong lịch sử nhượng quyền của Lakers vào ngày 1 tháng 2 năm 2010, khi anh vượt qua Jerry West. Trong năm thứ ba của mình tham dự giải đấu, Bryant đã được chọn để bắt đầu trận đấu All-Star Game, và được chọn để bắt đầu trận đấu đó trong 18 lần xuất hiện liên tiếp cho đến khi nghỉ hưu. Thành tích bốn lần đoạt Giải thưởng MVP trận đấu All-Star của anh san bằng với Bob Pettit, nhiều nhất trong lịch sử NBA. Tại Thế vận hội mùa hè 2008 và 2012, anh giành hai huy chương vàng với tư cách thành viên của đội tuyển quốc gia Hoa Kỳ. Năm 2018, anh giành được giải Oscar cho phim hoạt hình ngắn hay nhất cho bộ phim Dear Basketball.
Bryant qua đời vào ngày 26 tháng 1 năm 2020, trong một tai nạn trực thăng ở Calabasas, California. Tám người khác, bao gồm cô con gái 13 tuổi Gianna Bryant, cũng bị thiệt mạng.

## Tuổi trẻ
Kobe Bryant sinh tại Pennsylvania, là con út và là con trai duy nhất của Joe Bryant và Pam Bryant (họ còn có hai con gái, Shaya and Sharia).
Khi Kobe mới 6 tuổi, bố anh rời giải NBA, chuyển đến sinh sống tại Ý, và chơi bóng rổ chuyên nghiệp tại đây. Kobe sớm thích nghi với đời sống tại đây và học tiếng Ý. Lúc bé, anh học chơi bóng đá và đội bóng anh hâm mộ là AC Milan. Anh từng nói nếu anh vẫn còn sống ở Ý thì anh muốn trở thành 1 cầu thủ bóng đá, và đội bóng yêu thích của anh là FC Barcelona. Kobe là một fan cuồng nhiệt của HLV Barcelona Frank Rijkaard và siêu sao của Barca Ronaldinho.
Năm 1991, nhà Bryant quay về Mỹ. Kobe được cả nước Mỹ biết đến sau khi có những thành tích tuyệt vời ở trường trung học Lower Merion ở Lower Merion, ngoại ô bang Philadelphia. Điểm SAT của anh là 1080 giúp anh chắc chắn giành được học bổng Bóng rổ từ những trường Đại học nổi tiếng. Kobe nói rằng nếu anh muốn chơi bóng rổ ở trường Đại học sau khi học xong Trung học thì anh sẽ chọn Đại học Duke. Tuy nhiên, Kobe đã quyết định lên chơi chuyên nghiệp ở giải NBA.

## Sự nghiệp NBA

### Cuộc tuyển chọn cầu thủ năm 1996
Trước khi là cầu thủ được chọn thứ 13 bởi đội New Orleans Hornets vào năm 1996, cầu thủ mới 17 tuổi Kobe Bryant đã làm cho Giám đốc điều hành của Lakers là Jerry West nhiều ấn tượng. Họ đã nhìn được Bryant, người mà sau đó thấy được tài năng thiên phú và khả năng chơi bóng của Kobe trong quá trình tập luyện trước cuộc tuyển chọn. Ông ta sau đó nói rằng khả năng tập luyện của Kobe là một trong những khả năng tốt nhất mà ông từng được chứng kiến. Ngay sau cuộc tuyển chọn, Kobe nói rằng anh không muốn chơi cho Hornets và muốn chơi cho Lakers. 15 ngày sau, West đổi trung phong chính của đội là Vlade Divac cho Hornets để lấy cầu thủ trẻ Kobe Bryant.

### Hai mùa bóng đầu tiên
Trong mùa giải đầu tiên, Bryant phải thường xuyên ra sân từ đội hình dự bị, thay cho Eddie Jones và Nick Van Exel. Ban đầu, thời gian ra sân của anh rất ít, nhưng sau đó, anh bắt đầu được chơi thường xuyên hơn và thời gian ra sân cũng vì thế mà tăng lên. Anh nổi tiếng vì là 1 [High-flyer] và là cầu thủ được nhiều fan hâm mộ sau khi vô địch cuộc thi Slam Dunk Contest năm 1997.
Vào năm thứ 2 (1997 – 1998), anh nhận được thời gian ra sân nhiều hơn và bắt đầu chứng tỏ được khả năng của 1 hậu vệ tài năng. Anh xếp thứ 2 trong cuộc bình chọn NBA's Sixth Man of the Year Award, và từ các lá phiếu của fan, anh trở thành cầu thủ trẻ nhất trong đội hình chính của Đội hình siêu sao NBA (NBA's All-stars). Khi mà các chỉ số của anh đủ ấn tượng cho 1 cầu thủ trẻ thì anh vẫn là một hậu vệ trẻ còn thiếu kinh nghiệm để cùng với Shaquille O'Neal giúp đội bóng giành được chức vô địch. Năm 1998 – 1999 đánh dấu sự nổi lên của Kobe sau khi 2 hậu vệ chính là Eddie Jones và Nick Van Exel được đổi đi sau lời yêu cầu của Shaq. Kết quả vẫn không được tốt sau khi Lakers bị đè bẹp bởi San Antonio Spurs ở trận bán kết Miền Tây.

### 3 Năm liền vô địch NBA
Vận may của Kobe bắt đầu thay đổi sau khi Phil Jackson trở thành huấn luyện viên của Los Angeles Lakers năm 1999. Sau những năm tháng với những sự tiến bộ vững chắc, Kobe đã trở thành một trong những hậu vệ ghi điểm hàng đầu của giải, bằng chứng là anh thường xuyên xuất hiện trong đội hình xuất sắc của NBA (All-NBA), đội hình siêu sao(All-Star), đội hình phòng thủ (All-Defensive). CLB Los Angeles Lakers đã trở thành đội bóng thường xuyên cạnh tranh cho chức vô địch dưới sự dẫn dắt của Kobe và Shaquille O'Neal, bộ đôi trở thành 1 sự kết hợp trung phong-hậu vệ khét tiếng. Jackson sử dụng chiến thuật tấn công hình tam giác mà ông đã sử dụng để dành 6 chức vô địch cùng với Chicago Bulls giúp Lakers trở thành CLB xuất sắc của NBA. Thành công của họ giúp cho Lakers giành 3 chức vô địch liên tiếp vào các năm 2000, 2001 và 2002.

### Sự kết thúc một triều đại
Trong mùa bóng 2002-03, Kobe ghi trung bình 30 điểm mỗi trận và có một trong những chuỗi ghi điểm ấn tượng trong lịch sử NBA, anh ghi 40 điểm trong 9 trận đấu liên tiếp và ghi trung bình 40.6 điểm trong nguyên tháng hai. Thêm vào đó, anh còn bắt trung bình 6.9 lần bóng bật bảng và có trung bình 5.9 lần chuyền bóng cho đồng đội ghi điểm, 2.2 lần cướp bóng mỗi trận, tất cả các thông số đều là đỉnh cao của sự nghiệp. Lần đầu tiên trong sự nghiệp, Kobe được bình chọn để có mặt trong đội hình 1 của đội hình xuất sắc nhất NBA (All-NBA 1st Team), và đội hình 1 của đội hình phòng thủ xuất sắc nhất NBA (All-Defensive 1st Team). Sau khi kết thúc mùa giải với thành tích 50-32, CLB Lakers thi đấu không được tốt ở vòng đấu Playoff và thua ở bán kết miến Tây trước San Antonio Spurs, sau đó là nhà vô địch, trong 6 game.
Ở mùa giải 2003-04 sau đó, CLB Lakers đã chiêu mộ 2 siêu sao là Karl Malone và Gary Payton để 1 lần nữa có thể chinh phục chức vô địch. Với đội hình mà 4 người sẽ vào tòa nhà Danh vọng trong tương lai, Shaquille O'Neal, Karl Malone, Gary Payton và Kobe Bryant, Lakers đã vào chung kết NBA. Trong trận chung kết, họ bị đánh bại bởi CLB Detroit Pistons trong 5 game. Trong series đó, Kobe ghi trung bình 22.6 điểm mỗi trận, ném thành công 35.1% các pha ném rổ của mình, và 4.4 pha chuyền bóng thành công.

### Mùa giải 2004-05
Với hình ảnh đã bị tổn hại nhiều sau mùa giải trước, Kobe đã bị soi mói và chỉ trích rất nhiều trong suốt cả mùa giải. Mùa giải đầu tiên không còn sát cánh cùng O'Neal đã trở thành cơn ác mộng cho anh.
Đầu tiên là cuốn sách "The Last Season: A team in Search of its soul" (Tạm dịch: "Đội bóng trên con đường tìm kiếm sức sống của mình"). Cuốn sách cho biết những chuyện gây xôn xao dư luận trong đội Lakers vào mùa giải 2003-04 và có nhiều lời chỉ trích dành cho Kobe. Đặc biệt, Jackson còn cho biết Kobe là một cầu thủ không thể huấn luyện được.
Sau đó, chỉ mới nửa mùa giải trôi qua, HLV Rudy Tomjanovich rời khỏi băng ghế huấn luyện vì lý do sức khỏe và bị kiệt sức. Không có "Rudy T", cương vị dẫn dắt Lakers cho phần còn lại của mùa bóng được dao cho trợ lý Frank Hamblen. Mặc dù Kobe vẫn là cầu thủ ghi điểm nhiều thứ nhì NBA với 27.6 điểm mỗi trận, CLB Lakers đã thi đấu không thành công và không được vào vòng Playoff lần đầu tiên sau hơn 1 thập kỷ. Chính mùa giải này, đã làm cho vị trí của Kobe trong NBA giảm sút nghiêm trọng, anh không được vào đội hình phòng ngự tiêu biểu (All-Defensive), bị rớt xuống đội 3 của đội hình xuất sắc NBA (All-NBA 3rd Team).

### Mùa giải 2005-06
Mùa giải 2005-06 đã trở thành một bước ngoặt trong sự nghiệp bóng rổ của Kobe. Mặc dù có rắc rối với Kobe lúc trước, Phil Jackson trở lại dẫn dắt CLB Los Angeles Lakers. Kobe tán thành việc quay lại của Jackson và cả hai cùng sát cánh trong lần thứ 2 này để giúp cho Lakers tiến vào vòng Playoff. Kobe cũng đã làm hòa với đồng đội cũ Shaquille O'Neal. Đội bóng giành được thành tích 45-37, 11 trận thắng nhiều hơn mùa giải trước, đội bóng dường như đang trên quay lại thời kì đỉnh cao.
Trong vòng 1 của Playoff, Lakers chơi rất tốt và dẫn trước Phoenix Suns 3-1 ở series, và chỉ cách có 6 giây để loại được Suns. Mặc dù Kobe đã có cú Buzzer beater tuyệt vời, đánh bại CLB Suns trong game 4, Lakers đã sụp đổ và cuối cùng để thua Phoenix Suns trong 7 game. Sau mùa giải, Kobe phải trải qua 1 cuộc phẫu thuật đầu gối, do đó anh không thể tham gia giải vô địch bóng rổ thế giới năm 2006.
Kobe đã có một mùa giải với các thành tích ghi điểm tốt nhất trong sự nghiệp của anh. Vào ngày 20 tháng 12, Kobe ghi 62 điểm trong chỉ 3 hiệp đấu trước CLB Dallas Mavericks. Kết thúc hiệp 3, Kobe đã ghi nhiều hơn toàn bộ các cầu thủ của Dallas Mavericks cộng lại(62-61), anh là cầu thủ đầu tiên làm được điều này kể từ khi đồng hồ ném rổ 24 giây xuất hiện. Khi Lakers gặp Miami Heat vào ngày 16 tháng 1 năm 2006, Kobe và Shaq được chú ý đến sau khi cả hai bắt tay và ôm nhau trước trận đấu, chấm dứt sự thù hận của 2 người kể từ khi Shaq rời Los Angeles. Một tháng sau, tại trận đấu giữa các siêu sao, cả hai lại cùng cười đùa và giỡn nhau. Vào ngày 22 tháng 1, Kobe ghi 81 điểm trong trận thắng 122-104 trước Toronto Raptors. Phá vỡ kỷ lục ghi điểm của CLB, 71 điểm bởi Elgin Baylor, số điểm của anh trong trận đấu chỉ đứng sau kỷ lục ghi 100 điểm trong 1 trận của Wilt Chamberlain năm 1962.
Cũng trong tháng 1, Kobe đã trở thành cầu thủ đầu tiên kể từ năm 1965 ghi nhiều hơn 45.1 điểm trong 4 trận liên tiếp, cùng với Wilt Chamberlain và Elgin Baylor. Trong tháng 1, Kobe ghi trung bình 43.4 điểm 1 trận, cao thứ 8 trong lịch sử số điểm ghi trung bình 1 tháng, cao hơn tất cả các cầu thủ còn lại ngoại trừ Wilt Chamberlain. Kết thúc mùa giải, Kobe lập kỷ lục CLB với số trận ghi hơn 40 điểm (27 trận), tổng số điểm nhiều nhất (2,832). Anh lần đầu tiên trở thành vua ghi điểm, với số điểm trung bình (35.4). Kobe đứng thứ 4 trong cuộc bình chọn cầu thủ xuất sắc của mùa giải (MVP), tuy nhiên anh nhận được 22 phiếu bầu anh xuất sắc nhất, chỉ sau người chiến thắng là Steve Nash.
Cuối mùa giải, có tin cho biết Kobe sẽ chuyển số áo của anh từ số 8 sang 24 khi bắt đầu mùa giải mới. Số áo đầu tiên khi học trung học của anh là 24, trước anh khi chuyển qua số 33. Sau khi mùa giải của Lakers kết thúc, Kobe trả lời trên đài TH TNT là anh muốn mặc số 24 khi anh còn là lính mới, nhưng nó đã có người mặc, cũng như số 33, số đã không còn sử dụng để thể hiện sự kính trọng với Kareem Abdul-Jabbar. Kobe mặc áo số 143 ở trại Adidas ABCD, và chọn số 8 sau khi cộng các số đó lại. Anh cũng đã từng mặc số 8 khi còn sống ở Ý, như một cách thể hiện sự kính trọng với Mike D'Antoni, thần tượng lúc nhỏ của anh và cũng mặc áo số 8.

### Mùa giải 2006-07
Vào mùa giải 2006-07, Kobe lần thứ 9 được chọn vào đội hình Các siêu sao NBA (NBA All-Stars), và vào ngày 18 tháng 2, Kobe ghi 31 điểm, có 6 lần bắt bóng bật bảng, 6 đường chuyền thành bàn, 6 lần cướp bóng ở trận đấu giữa các siêu sao, Kobe lần thứ 2 nhận được danh hiệu cầu thủ xuất sắc nhất của các siêu sao.
Trong suốt mùa giải, Kobe vướng vào nhiều vụ rắc rối trên sân. Vào ngày 28 tháng 1, khi Kobe định kiếm phạt trong 1 pha bóng có thể là ném rổ giành chiến thắng, anh để cùi chỏ của mình đập vào mặt hậu vệ Manu Ginobili của San Antonio Spurs. Ginobili sau đó cũng cho rằng Kobe không cố ý và chính Kobe cũng đã xin lỗi anh ngay sau pha bóng đó. Sau khi Liên đoàn xem lại băng ghi hình, Kobe bị cấm thi đấu 1 trận gặp New York Knicks ở Madison Square Garden, dựa vào việc anh có hành động không bình thường khi cử động cùi chỏ. Sau đó, vào ngày 6 tháng 3, Kobe được xem như đã lập lại hành động đó với hậu vệ Marco Jaric của Minnesota Timberwolves. Ngày 7 tháng 3, NBA lần thứ 2 treo cấm Kobe thi đấu 1 trận, dẫn tới việc nhiều bình luận viên đặt ra câu hỏi về việc này. Trong trận đấu đầu tiên quay lại, anh thúc cùi chỏ vào mặt Kyle Korver mà sau đó đã được xếp lại thành lỗi thô bạo loại 1.
Vào ngày 16 tháng 3, Kobe ghi 65 điểm, nhiều nhất của anh trong mùa, trong trận đấu trên sân nhà trước Portland Trail Blazer, giúp Lakers kết thúc chuỗi 7 trận thua. Đây là trận ghi nhiều điểm thứ 2 trong sự nghiệp 11 năm của anh. Trong trận tiếp theo, anh ghi 50 điểm trước Minnesota Timberwolves, sau đó ghi tiếp 60 điểm trước Memphis Grizzles - trở thành cầu thủ thứ hai của Lakers làm được điều này, thành tích chưa ai lập được kể từ khi Michael Jordan lần cuối cùng lập được vào năm 1987. Cầu thủ Lakers khác cũng làm được điều này là Elgin Baylor, người mà ghi hơn 50 điểm trong 3 trận liên tiếp vào tháng 12 năm 1962. Vào ngày 23 tháng 3, trong trận đấu trước New Orleans Hornets, Kobe ghi 50 điểm, giúp cho anh trở thành cầu thủ thứ 2 trong lịch sử có 4 trận liên tiếp ghi hơn 50 điểm, đứng sau Wilt Chamberlain, người mà dẫn đầu với thành tích 2 lần có 7 trận liên tiếp ghi hơn 50 điểm. Bryant kết thúc mùa giải với 10 trận đấu ghi hơn 50 điểm và trở thành cầu thủ thứ 2 sau Wilt Chamberlain làm được điều này vào mùa giải 1961-62,1962-63, và anh cũng trở thành vua ghi điểm lần thứ 2 liên tiếp.
Trong mùa giải 2006-07, áo thi đấu của Kobe trở thành chiếc áo được nhiều người mua nhất ở Mỹ và Trung Quốc. Các nhà báo cũng là người giúp cho việc tăng doanh thu của chiếc áo thi đấu mang số mới của Kobe, cũng như việc thi đấu thành công trên sân cũng giúp cho việc này. Nhưng trong vòng Playoff, Lakers lại tiếp tục bị loại bởi Phoenix Suns trong vòng đầu.

### Mùa giải 2007-08
Mùa giải mới bắt đầu với việc ESPN đưa tin Kobe muốn chuyển đi nếu như Jerry West không trở lại quản lý Los Angeles Lakers. Kobe sau đó cho biết anh rất mong muốn Jerry West quay lại với đội, nhưng lại từ chối việc anh muốn chuyển đi nếu điều này không xảy ra. Tuy nhiên, 3 ngày sau đó, trên chương trình radio của Stephen A. Smith, anh biểu lộ sự giận dữ đối với 1 người ở trong ban quản lý của Lakers đã nói Kobe là nguyên nhân dẫn đến sự ra đi của Shaquille O'Neal, và chính thức nói rằng anh muốn chuyển đi. Ba giờ sau đó, Kobe lại nói ở trong một cuộc phỏng vấn khác rằng: sau khi có cuộc nói chuyện với Phil Jackson, anh đã rút lại lời nói trên và không muốn chuyển đi nữa.
Sau đó, mặc dù bị chấn thương ở bàn tay nhưng anh vẫn quyết định tiếp tục thi đấu mà không cần giải phẫu. Anh đã chơi tất cả 82 trận trong mùa giải 2007-08. Los Angeles Lakers kết thúc mùa giải với thành tích 57-25, đứng đầu ở Miền Tây. Họ gặp lần lượt Denver Nuggets, Utah Jazz và San Antonio Spurs trên con đường tới trận chung kết gặp Boston Celtics, nơi mà họ đã thua trong 6 game.

## Thống kê sự nghiệp NBA
| † | Biểu thị các mùa trong đó Bryant giành chức vô địch NBA |
| * | Dẫn dắt giải đấu                                        |

### Mùa giải thông thường
| Năm      | Đội         | GP    | GS    | MPG  | FG%  | 3P%  | FT%  | RPG | APG | SPG | BPG | PPG   |
| -------- | ----------- | ----- | ----- | ---- | ---- | ---- | ---- | --- | --- | --- | --- | ----- |
| 1996–97  | L.A. Lakers | 71    | 6     | 15.5 | .417 | .375 | .819 | 1.9 | 1.3 | .7  | .3  | 7.6   |
| 1997–98  | L.A. Lakers | 79    | 1     | 26.0 | .428 | .341 | .794 | 3.1 | 2.5 | .9  | .5  | 15.4  |
| 1998–99  | L.A. Lakers | 50    | 50    | 37.9 | .465 | .267 | .839 | 5.3 | 3.8 | 1.4 | 1.0 | 19.9  |
| 1999–00† | L.A. Lakers | 66    | 62    | 38.2 | .468 | .319 | .821 | 6.3 | 4.9 | 1.6 | .9  | 22.5  |
| 2000–01† | L.A. Lakers | 68    | 68    | 40.9 | .464 | .305 | .853 | 5.9 | 5.0 | 1.7 | .6  | 28.5  |
| 2001–02† | L.A. Lakers | 80    | 80    | 38.3 | .469 | .250 | .829 | 5.5 | 5.5 | 1.5 | .4  | 25.2  |
| 2002–03  | L.A. Lakers | 82    | 82    | 41.5 | .451 | .383 | .843 | 6.9 | 5.9 | 2.2 | .8  | 30.0  |
| 2003–04  | L.A. Lakers | 65    | 64    | 37.6 | .438 | .327 | .852 | 5.5 | 5.1 | 1.7 | .4  | 24.0  |
| 2004–05  | L.A. Lakers | 66    | 66    | 40.7 | .433 | .339 | .816 | 5.9 | 6.0 | 1.3 | .8  | 27.6  |
| 2005–06  | L.A. Lakers | 80    | 80    | 41.0 | .450 | .347 | .850 | 5.3 | 4.5 | 1.8 | .4  | 35.4* |
| 2006–07  | L.A. Lakers | 77    | 77    | 40.8 | .463 | .344 | .868 | 5.7 | 5.4 | 1.4 | .5  | 31.6* |
| 2007–08  | L.A. Lakers | 82    | 82    | 38.9 | .459 | .361 | .840 | 6.3 | 5.4 | 1.8 | .5  | 28.3  |
| 2008–09† | L.A. Lakers | 82    | 82    | 36.1 | .467 | .351 | .856 | 5.2 | 4.9 | 1.5 | .5  | 26.8  |
| 2009–10† | L.A. Lakers | 73    | 73    | 38.8 | .456 | .329 | .811 | 5.4 | 5.0 | 1.5 | .3  | 27.0  |
| 2010–11  | L.A. Lakers | 82    | 82    | 33.9 | .451 | .323 | .828 | 5.1 | 4.7 | 1.2 | .1  | 25.3  |
| 2011–12  | L.A. Lakers | 58    | 58    | 38.5 | .430 | .303 | .845 | 5.4 | 4.6 | 1.2 | .3  | 27.9  |
| 2012–13  | L.A. Lakers | 78    | 78    | 38.6 | .463 | .324 | .839 | 5.6 | 6.0 | 1.4 | .3  | 27.3  |
| 2013–14  | L.A. Lakers | 6     | 6     | 29.5 | .425 | .188 | .857 | 4.3 | 6.3 | 1.2 | .2  | 13.8  |
| 2014–15  | L.A. Lakers | 35    | 35    | 34.5 | .373 | .293 | .813 | 5.7 | 5.6 | 1.3 | .2  | 22.3  |
| 2015–16  | L.A. Lakers | 66    | 66    | 28.2 | .358 | .285 | .826 | 3.7 | 2.8 | .9  | .2  | 17.6  |
| Career   | Career      | 1,346 | 1,198 | 36.1 | .447 | .329 | .837 | 5.2 | 4.7 | 1.4 | .5  | 25.0  |
| All-Star | All-Star    | 15    | 15    | 27.6 | .500 | .324 | .789 | 5.0 | 4.7 | 2.5 | .4  | 19.3  |

### Playoffs
| Năm       | Đội         | GP  | GS  | MPG  | FG%  | 3P%  | FT%  | RPG | APG | SPG | BPG | PPG  |
| --------- | ----------- | --- | --- | ---- | ---- | ---- | ---- | --- | --- | --- | --- | ---- |
| 1997      | L.A. Lakers | 9   | 0   | 14.8 | .382 | .261 | .867 | 1.2 | 1.2 | .3  | .2  | 8.2  |
| 1998      | L.A. Lakers | 11  | 0   | 20.0 | .408 | .214 | .689 | 1.9 | 1.5 | .3  | .7  | 8.7  |
| 1999      | L.A. Lakers | 8   | 8   | 39.4 | .430 | .348 | .800 | 6.9 | 4.6 | 1.9 | 1.3 | 19.8 |
| 2000†     | L.A. Lakers | 22  | 22  | 39.0 | .442 | .344 | .754 | 4.5 | 4.4 | 1.5 | 1.5 | 21.1 |
| 2001†     | L.A. Lakers | 16  | 16  | 43.4 | .469 | .324 | .821 | 7.3 | 6.1 | 1.6 | .8  | 29.4 |
| 2002†     | L.A. Lakers | 19  | 19  | 43.8 | .434 | .379 | .759 | 5.8 | 4.6 | 1.4 | .9  | 26.6 |
| 2003      | L.A. Lakers | 12  | 12  | 44.3 | .432 | .403 | .827 | 5.1 | 5.2 | 1.2 | .1  | 32.1 |
| 2004      | L.A. Lakers | 22  | 22  | 44.2 | .413 | .247 | .813 | 4.7 | 5.5 | 1.9 | .3  | 24.5 |
| 2006      | L.A. Lakers | 7   | 7   | 44.9 | .497 | .400 | .771 | 6.3 | 5.1 | 1.1 | .4  | 27.9 |
| 2007      | L.A. Lakers | 5   | 5   | 43.0 | .462 | .357 | .919 | 5.2 | 4.4 | 1.0 | .4  | 32.8 |
| 2008      | L.A. Lakers | 21  | 21  | 41.1 | .479 | .302 | .809 | 5.7 | 5.6 | 1.7 | .4  | 30.1 |
| 2009†     | L.A. Lakers | 23  | 23  | 40.8 | .457 | .349 | .883 | 5.3 | 5.5 | 1.7 | .9  | 30.2 |
| 2010†     | L.A. Lakers | 23  | 23  | 40.1 | .458 | .374 | .842 | 6.0 | 5.5 | 1.3 | .7  | 29.2 |
| 2011      | L.A. Lakers | 10  | 10  | 35.4 | .446 | .293 | .820 | 3.4 | 3.3 | 1.6 | .3  | 22.8 |
| 2012      | L.A. Lakers | 12  | 12  | 39.7 | .439 | .283 | .832 | 4.8 | 4.3 | 1.3 | .2  | 30.0 |
| Sự nghiệp | Sự nghiệp   | 220 | 200 | 39.3 | .448 | .331 | .816 | 5.1 | 4.7 | 1.4 | .6  | 25.6 |

## Qua đời
Vào 9:06 sáng giờ chuẩn Thái Bình Dương ngày 26 tháng 1 năm 2020, một chiếc trực thăng Sikorsky S-76 thuộc sở hữu của Bryant khởi hành từ Sân bay John Wayne ở Orange County, California, với chín người trên trực thăng: Bryant, cô con gái 13 tuổi Gianna (Gigi), bạn tập của Gigi và cha mẹ của họ (bao gồm huấn luyện viên bóng chày của trường Cao đẳng Orange Coast John Altobelli, vợ Keri và con gái Alyssa, Sarah Chester, và con gái Payton), huấn luyện viên bóng rổ Christina Mauser và phi công Ara Zobayan. Máy bay trực thăng đã được đăng ký cho Island Express Holding Corp có trụ sở tại Fillmore, theo cơ sở dữ liệu kinh doanh của Văn phòng Đổng lý của California. Cả nhóm đang đi đến Học viện Mamba của Bryant cho một buổi luyện tập khi chiếc trực thăng bị rơi ở Calabasas.
Do mưa nhẹ và thời tiết sương mù sáng hôm đó, các máy bay trực thăng của LAPD và hầu hết các phương tiện giao thông hàng không khác đều bị buộc phải hạ cánh. Dữ liệu theo dõi chuyến bay cho thấy chiếc trực thăng gặp sự cố khi ở trên không phận tương ứng với Sở thú Los Angeles. Chiếc trực thăng bay vòng quanh khu vực sáu lần ở độ cao khoảng 850 feet. Vào lúc 9:30 sáng, phi công đã liên lạc với tháp điều khiển của Sân bay Burbank, thông báo cho tòa tháp về tình huống này. Vào thời điểm đó, máy bay trực thăng đang bay trong tình trạng sương mù cực độ và quay đầu về hướng nam phía dãy núi. Vào lúc 9:40 sáng, chiếc trực thăng đã lên đến độ cao 370 đến 610 mét (1.200 đến 2.000 ft) với tốc độ 161 hải lý trên giờ (298 km/h; 185 mph).
Vào 9:45 sáng, trực thăng đâm vào mặt bên của một ngọn núi ở Calabasas, cách trung tâm Los Angeles khoảng 30 dặm (48 km) về phía Tây Bắc, và bắt lửa dữ dội. Vào 9:47 sáng, cơ quan chức trách đã nhận được cuộc gọi thông báo. Chiếc trực thăng đã bay qua khu Boyle Heights, gần Sân vận động Dodger và bay vòng quanh Glendale trong suốt chuyến bay. Nhân viên của Sở cứu hỏa quận Los Angeles đã tham dự hiện trường. Đám cháy đã được dập tắt vào khoảng 10:30 sáng. Không ai trong số chín người sống sót. Các báo cáo ban đầu chỉ ra rằng chiếc trực thăng đã bị rơi trên những ngọn đồi phía trên Calabasas trong thời tiết sương mù dày đặc. Các nhân chứng báo cáo đã nghe thấy tiếng một chiếc trực thăng quay vòng trước khi rơi.
Cục Hàng không Liên bang, Ủy ban An toàn Giao thông Quốc gia, và FBI đã mở các cuộc điều tra về vụ tai nạn này.